# Бир, Август
Август Бир (нем. August Bier; 24 ноября 1861[…], Гельзен, Вальдек-Франкенберг или Бад-Арользен, Вальдек-Франкенберг — 12 марта 1949[…], Зауэн, Бранденбург) — немецкий хирург.

## Биография
Август Бир первым применил спинальную анестезию, которую он выполнил 16 августа 1898 года в Королевском хирургическом госпитале Кильского университета имени Кристиана Альбрехта, и внутривенную регионарную анестезию, которую он выполнил в 1908 году, причем Бир и его ученик А. Гильдебрандт лично на себе испытали действие нового метода анестезии. Бир также считается одним из пионеров в области спортивной медицины, прочитав в Берлинском университете в 1919 году первые лекции по этой дисциплине.
Родился в семье землемера. Изучал медицину в Берлинском университете Гумбольдта, Лейпцигском и Кильском университете. После защиты диссертации некоторое время работал сельским врачом, впоследствии был корабельным врачом на судах, ходивших в Центральной и Южной Америке. В 1888 году стал ассистентом на кафедре хирургии Университета Христиана Альбрехта, в 1889 году защитил хабилитационную диссертацию, в 1894 году стал ассоциированным профессором, в 1899 году перешёл на профессорскую должность в Грайфсвальдский университет.
В 1903 году стал профессором Боннского университета, где преподавал до 1907 года, после чего перешёл в Берлин, где стал профессором хирургии Тайного совета и главным хирургом в берлинском больничном комплексе «Шарите», занимая эту должность до 1928 года. В 1911 году стал президентом Германского хирургического общества. Бир считался одним из самых авторитетных хирургов и врачей в целом своего времени и лечил многих знаменитых людей своей эпохи, в том числе кайзера Вильгельма II. Окончательно вышел в отставку в звании почётного профессора в 1932 году. После этого в течение года возглавлял Академию физической подготовки. В период правления нацистов в Германии получил 30 января 1938 года Немецкую национальную премию в области искусства и науки, став одним из девяти человек, которым она когда-либо присуждалась.
В 1915—1916 годах совместно с капитаном артиллерии Фридрихом Швердтом (Friedrich Schwerdt), до войны профессором Технического института Ганновера, разработал «стальной шлем модель 1916» — каску для защиты головы солдата от пуль и осколков. Защитные свойства каски оказались самыми высокими среди других защитных головных уборов Первой Мировой войны — если введение британской каски Броди дало сокращение количества ранений в голову на 25 %, французской каски Адриана — на 33 %, то в частях, получивших стальные шлемы М1916, этот показатель составил 50 %.

## Награды
- Королевский орден Дома Гогенцоллернов командорский крест (Королевство Пруссия)
- Орден Прусской короны 2-го класса (Королевство Пруссия)
- Орден Красного орла 2-го класса с дубовыми листьями (Королевство Пруссия)
- Орлиный щит Германского государства (1936)
- Немецкая национальная премия в области науки и искусства[нем.] (1937)